# MEGA OVER DRIVE
『MEGA OVER DRIVE』（メガ・オーバー・ドライブ）は、2013年9月13日にキューンレコード から発売された、日本のロックバンド、POLYSICSのスタジオ・アルバム。

## 概要
前作『Weeeeeeeeee!!!』のリリースから10ヶ月を経てリリースされた、通算としては4枚目のミニアルバムとなる。本ミニアルバムのリリースは2013年8月3日に行われたROCK IN JAPAN FESTIVALのステージ上でメンバーから発表された。表題曲「MEGA OVER DRIVE」の他、カヨ脱退以降演奏されていなかった楽曲を3人体制で再録した2曲を含む全5曲が収録されている。また、本作のエンジニアリングは益子樹（ROVO/DUB SQUAD/ASLN）が担当した。

## 楽曲解説
1. MEGA OVER DRIVE
これまでシンセサイザーの音を加工してきたハヤシが、あえてプリセット音で楽曲制作を行うという試行の中で生み出された[3]。
また本楽曲はEDMからの影響も受けている[4]。
2. Exclamation!
本作の中では最も制作が難航した楽曲であり、アレンジが定まるまで2、3パターン存在していた[4]。
また最初にレコーディングされた楽曲でもある[4]。
3. Mashmallow Head
前述の2曲をレコーディングした後に制作された楽曲[4]。
4. I My Me Mine 2013
7thアルバム『Now is the time!』のリード・トラックのリアレンジ版。リコーダーの部分はカズーの音に差し替えられている。
5. Baby BIAS 2013
シングル曲「Baby BIAS」のリアレンジ版。当初は「I My Me Mine」のみを再録する予定だったが、ハヤシの提案により本楽曲も収録されることとなった[3]。サビの歌唱部分はボコーダーに変更されている[4]。

## 収録曲

### CD
| #  | タイトル              | 作詞                  | 作曲                  | 時間 |
| -- | --------------------- | --------------------- | --------------------- | ---- |
| 1. | 「MEGA OVER DRIVE」   | Hiroyuki Hayashi/Fumi | Hiroyuki Hayashi/Fumi | 3:30 |
| 2. | 「Exclamation!」      | Hiroyuki Hayashi/Fumi | Hiroyuki Hayashi/Fumi | 3:57 |
| 3. | 「Marshmallow Head」  | Fumi                  | Hiroyuki Hayashi      | 2:32 |
| 4. | 「I My Me Mine 2013」 | Hiroyuki Hayashi      | Hiroyuki Hayashi      | 3:25 |
| 5. | 「Baby BIAS 2013」    | Hiroyuki Hayashi      | Hiroyuki Hayashi      | 3:00 |